# Taron (Nihon Kosokki)
Taron était un fabricant japonais d'appareils photographiques actif des années 1940 jusqu'au milieu des années 1960. Fondée sous le nom Nippon Kosokki en 1943, la société transforme rapidement son nom en Nihon Kosokki avant de finalement devenir Taron en 1959, d'après le nom d'un des modèles qu'elle a commercialisé. Sa production était essentiellement centrée sur la fabrication d'appareils au format 35 mm.

## Modèles fabriqués

### Télémétriques 35 mm

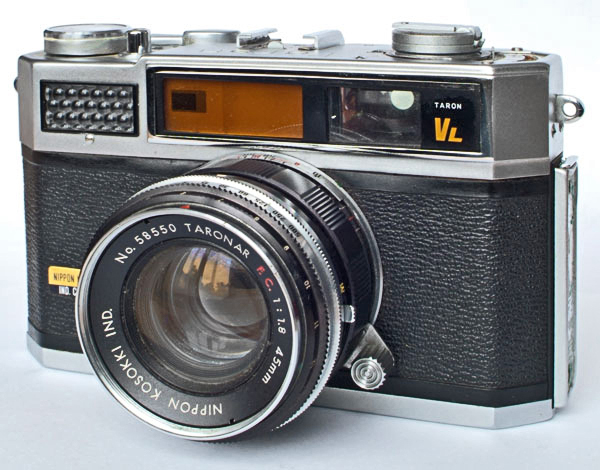
Taron VL équipé d'un objectif 1.8/45

- Taron 35
- Taron 35 II
- Taron 35 III
- Taron VR
- Taron VL
- Taron V18
- Taron PR
- Taron Eye
- Taron Eyemax
- Taron Rival
- Taron Supra
- Taron Marquis
- Taron Auto EE
- Taron Auto EL

### Compact 35 mm
- Taron Unique
- Taron JL
- Taron Chic (demi-format)

### Moyen format 6x6
- Taroflex

### Cartouches 126
Taromatic F